# Радио Видин
Радио Видин е официално открито на 1 март 2009 г. Понастоящем се намира на централния градски площад „Бдинци“.
Програмата се излъчва от 4 предавателя, разположени край градовете Видин, Белоградчик и Враца и на връх Зелена глава (известен повече като Петрохан заради близкия едноименен проход) в Стара Планина.
Програмната лицензия е дадена от Съвета за електронни медии на генералния директор на БНР Валерий Тодоров на 23 декември 2008 г. Тя е за общ политематичен профил на програма с обхват на покритие 3-те северозападни области Видин, Враца и Монтана. Според лицензията програмата на Радио „Видин“ е с обществен характер и третира „проблематика от региона и въпроси на трансграничното сътрудничество и европейската интеграция“.
Честотите, на които се излъчва сигналът на радиото, са:
- Видин – 97,1 MHZ,
- Белоградчик – 106,8 MHz,
- Враца – 94,4 MHz,
- Петрохан – 103,9 MHz

Екипът на Радио „Видин“ се стреми да е в постоянен контакт със своята аудитория и търси нови информационни ниши. Изследването на интереса на слушателите ни помага и насочва в определянето на тематиката на бъдещи нови авторски предавания. Заявен интерес вече има към предавания, насочени към историята, обичаите и традициите на региона, както и темите, свързани с популяризирането на европейските културни ценности. Място винаги ще се намери и за различните музикални вкусове- от автентичното звучене и съвременните интерпретации на изворния фолклор, през рок класиката и българските евъргрийни, безсмъртните виртуози на джаза и вечната класика, до най-новата стилистика от всички географски ширини.